# Ioan Prale
Ioan Prale (n. 1769 – d. 1847, Iași) a fost un publicist și scriitor român basarabean.
Opera sa cea mai importantă este "Psaltira prorocului și împăratului" (1820), compusă în versuri. În poezia sa "Epigonii", citându-l printre scriitorii din trecut, Mihai Eminescu îl numește "Prale, firea cea întoarsă".
A mai creat un alfabet cu cifre arabe, spre spre a servi ca alfabet universal.